# José Gaioso Freitas
José Pires Gaioso de Almendra Freitas (José de Freitas, 13 de abril de 1919 — Teresina, 3 de março de 2004) foi um jornalista, professor e político brasileiro, outrora deputado estadual pelo Piauí.

## Dados biográficos
Filho de Pedro de Almendra Freitas e Carolina Pires Gaioso de Almendra Freitas. Jornalista e professor, dirigiu, por alguns anos, o Jornal do Piauí, órgão de imprensa vinculado ao PSD, legenda na qual seu pai elegera-se governador do Piauí em 1950. Eleito deputado estadual em 1954, nesse mesmo ano viu seu tio, Gaioso e Almendra, chegar ao Palácio de Karnak. Também em 1954, José Freitas ajudou a implantar a Sociedade Piauiense de Combate ao Câncer. Em 1958 saiu candidato a governador, porém foi derrotado por Chagas Rodrigues, candidato do PTB.
Integrou o conselho deliberativo da Superintendência do Desenvolvimento do Nordeste (SUDENE), o Conselho Estadual de Educação e o conselho diretor da Universidade Federal do Piauí. Faleceu em Teresina.